# Neodunnia
Neodunnia é um género botânico pertencente à família Fabaceae.

## Espécies
- Neodunnia atrocyanea
- Neodunnia aurea
- Neodunnia edentata
- Neodunnia longiracemosa